# Axel Schreiber
Axel Schreiber (Lübben, 30 gennaio 1980) è un attore tedesco.

## Carriera da Attore
Debutta a 21 anni nel film di produzione tedesca Teenaged, ma la fama la raggiungerà 5 anni più tardi quando interpreterà il ruolo di Axel Mende in Kebab for Breakfast, prendendo parte alle prime due serie. Nel 2008 Schreiber reciterà in due film sempre in Germania: Berlin am Meer e Bis dass der Tod uns scheidet.

## Filmografia

### Cinema
- Teenaged, regia di Andreas Wuttke (2001)
- A2 Racer (Autobahnraser), regia di Michael Keusch (2004)
- Schwarze Erdbeeren, regia di Nikias Chryssos – cortometraggio (2005)
- Æon Flux - Il futuro ha inizio (Æon Flux), regia di Karyn Kusama (2005)
- A2Z, regia di Daryush Shokof (2006)
- Weißt was geil wär...?!, regia di Mike Marzuk (2007)
- Berlin am Meer, regia di Wolfgang Eissler (2008)

### Televisione
- Beach Boys - Rette sich wer kann, regia di Arne Feldhusen – film TV (2003)
- SOKO Wismar – serie TV, episodio 3x17 (2006)
- Doppelter Einsatz – serie  TV, episodio 2x03 (2006)
- Kebab for Breakfast – serie TV, 16 episodi (2006-2007)
- Bis dass der Tod uns scheidet, regia di Edzard Onneken – film TV (2008)
- Christine. Perfekt war gestern! – serie TV, 8 episodi (2013)
- Ben is back! – serie TV, episodio 1x06 (2018)